# Diavatá
Diavatá är en ort i Grekland.   Den ligger i prefekturen Nomós Thessaloníkis och regionen Mellersta Makedonien, i den norra delen av landet, 300 km norr om huvudstaden Aten. Diavatá ligger 15 meter över havet och antalet invånare är 10 216.
Terrängen runt Diavatá är platt åt sydväst, men åt nordost är den kuperad. Runt Diavatá är det mycket tätbefolkat, med 10 000 invånare per kvadratkilometer. Närmaste större samhälle är Thessaloníki, 7,8 km sydost om Diavatá. Runt Diavatá är det i huvudsak tätbebyggt.